# Крусибл
«Кру́сибл» (англ. Crucible Theatre) — театр в городе Шеффилд, Англия, построенный в 1971 году и размещённый в центре города. Этот театр используется как для театральных спектаклей, так и для проведения главного снукерного турнира — чемпионата мира.

## История
Здание было спроектировано Таней Моисеевич в 1971 году. Его построили на месте отеля Адельфи, который был историческим местом создания «Крикетного клуба графства Йоркшир» (на базе которого позднее возник первый в мире футбольный клуб — «Шеффилд»), а также известных футбольных команд «Шеффилд Юнайтед» и «Шеффилд Уэнсдей». Театр вмещает 980 зрителей и 400 мест для Студии театра Шеффилда. В 2001 году был награждён премией Barclays в номинации «Театр года».
В 2007—2009 годах в театре проводились ремонтные работы, с перерывом на чемпионаты мира по снукеру. В ходе реконструкции «Крусибл» получил новую сцену, дополнительные хозяйственные помещения и переделанный бар. Стоимость работ составила GB£ 15,3 миллиона.

## Театр
В «Крусибле» чаще всего ставятся новые сцены или пьесы, а также репетиции к показу уже известных постановок. Новые постановки оцениваются группой представителей Шеффилдских театров.

## Спортивные мероприятия
Самое важное из всех соревнований в «Крусибле» — чемпионат мира по снукеру. Он проводится здесь ежегодно с 1977 года. В здании играются также матчи профессиональных турниров по настольному теннису и сквошу.